# ズアカミユビゲラ属
ズアカミユビゲラ属（ズアカミユビゲラぞく、Dinopium）は、鳥綱キツツキ目キツツキ科に分類される属。

## 分類
属名Dinopiumは、古代ギリシャ語で「巨大な・力強い」の意がある語(deinos)と「外観・容姿」の意がある語(ōps, ōpos)に由来する。
以前は本属にマレーズアカミユビゲラ(D. rafflesii)が分類されていた。BirdLife Internationalでは2020年の時点で、本属にマレーズアカミユビゲラを分類している。一方でマレーズアカミユビゲラは本属ではなくタケゲラ属(Gecinulus)に近縁とする説もあり、一例として2017年に発表されたミトコンドリアDNAおよび核DNAの分子系統解析でも本属ではなくタケゲラ属と姉妹群を形成する（タケゲラ属を含まない本属は側系統群）という解析結果が得られている。
以下の分類・英名は、IOC World Bird List(v11.1)に従う。和名は分類に変更のある種を除いて、山階(1986)に従う。
- Dinopium benghalense  Black-rumped flameback
- Dinopium everetti Spot-throated flameback（旧ズアカミユビゲラD. javanenseから分割）
- Dinopium javanense  Common flameback
- Dinopium psarodes Red-backed flameback（旧ヒメコガネゲラD. benghalenseから分割。ただしD. benghalenseと交雑している地域がある。）
- Dinopium shorii ヒマラヤズアカミユビゲラ Himalayan flameback

## 画像

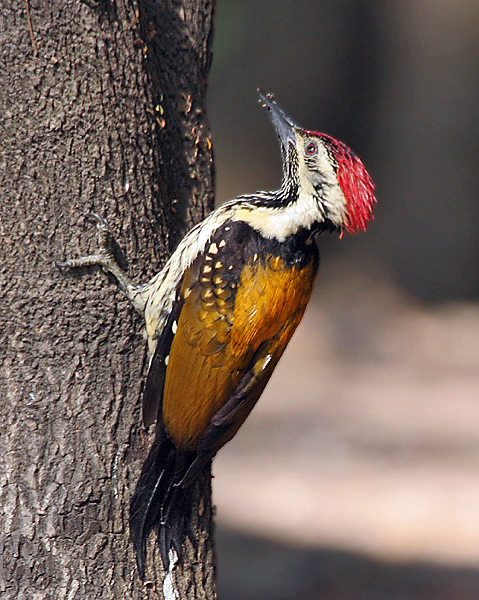
D. benghalense
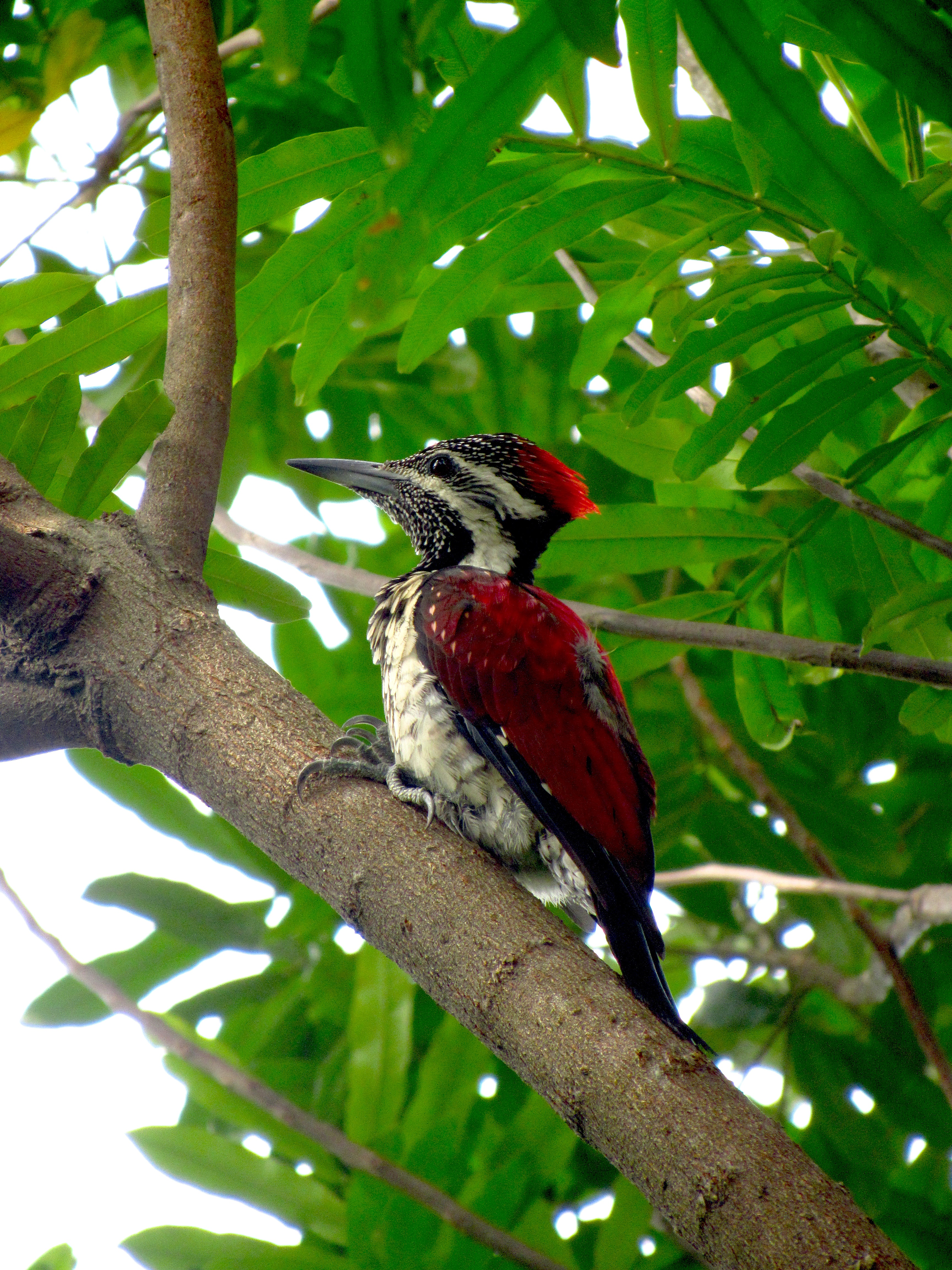
D. psarodes
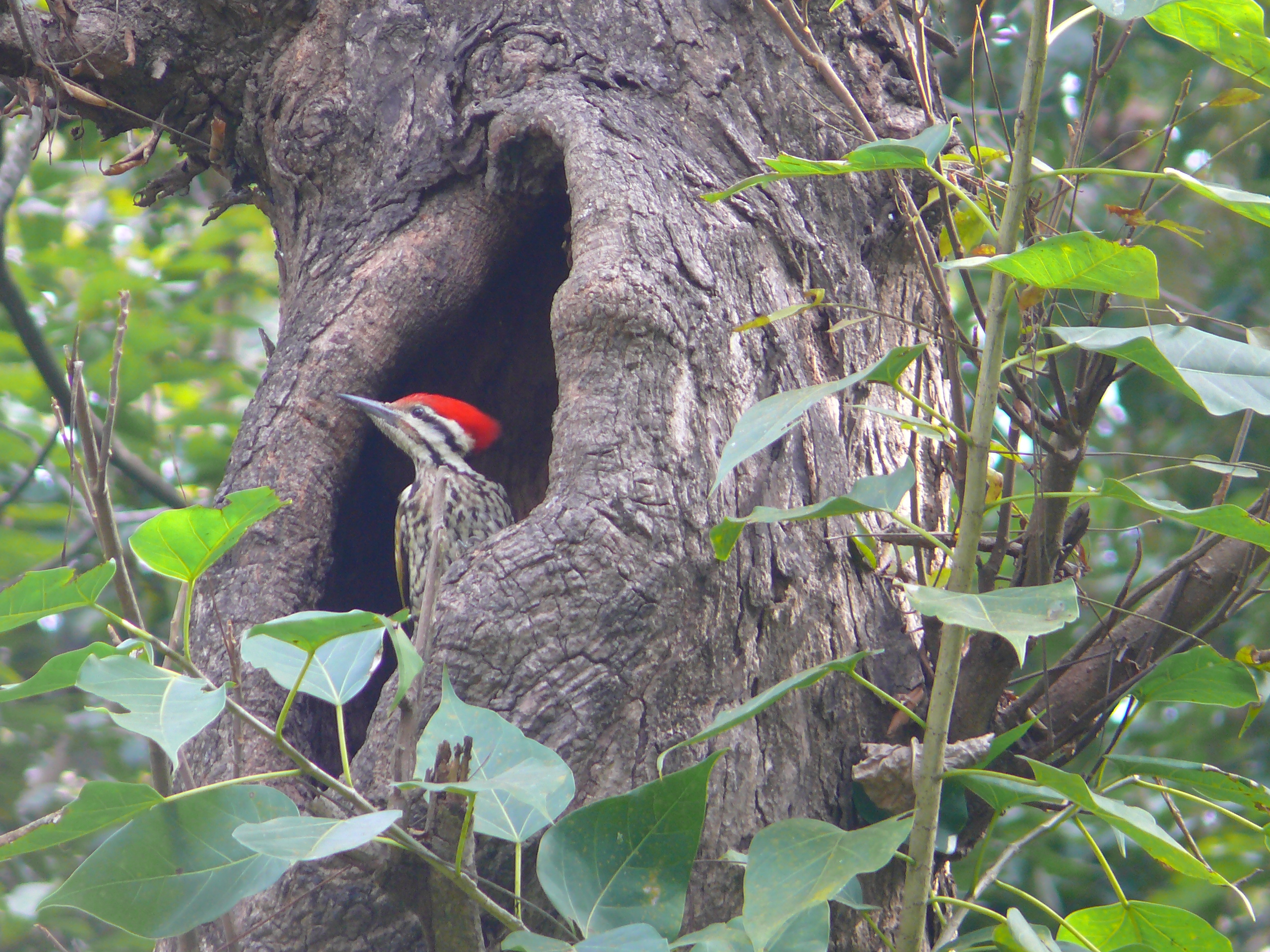
ヒマラヤズアカミユビゲラ D. shorii